# Haus Heine

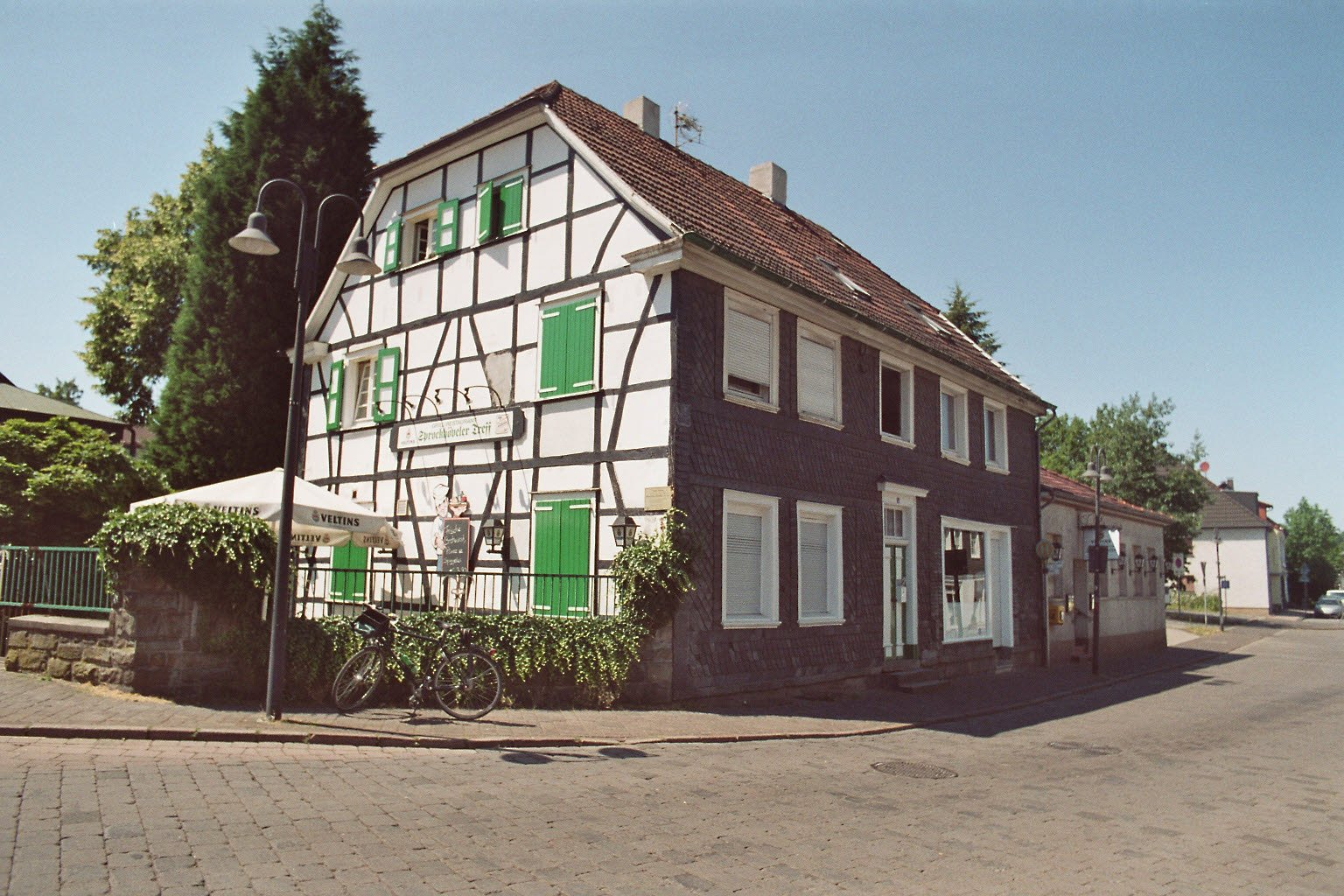
Haus Heine

Das Haus Heine ist ein denkmalgeschütztes Fachwerkhaus in Niedersprockhövel, ein Ortsteil der Stadt Sprockhövel im südlichen Ruhrgebiet, Nordrhein-Westfalen.
Das im Jahr 1830 errichtete Haus befindet sich in der Hauptstraße 4, gegenüber der evangelischen Kirche. Heute wird es als Wohnhaus und Gastronomiebetrieb genutzt.

## Beschreibung
Das teilweise schiefergedeckte Fachwerkhaus ist zweigeschossig und besitzt ein Krüppelwalmdach. Die Sprossenfenster besitzen bergisch-grüne Schlagläden. 

## Geschichte
Erbaut wurde das Haus 1830 von dem „Schönfärber in Leinen und Kattun“ Dietrich Heine. Bekannteste Bewohnerin des Hauses war die Hauswirtschafterin und Kochbuchautorin Henriette Davidis, die hier von 1841 bis 1848 lebte, im Gebäude laut Überlieferung eine Mädchenarbeitsschule unterhielt (belegt ist durch Akten nur ein Frauenverein, der „arme Kinder weiblichen Geschlechts“ in Handarbeiten und Kochen unterrichtete) und künftige Hausfrauen das Küchenhandwerk lehrte. Während dieser Zeit erschien 1845 ihr berühmtes Praktisches Kochbuch. Zuverlässige und selbstgeprüfte Recepte der gewöhnlichen und feineren Küche. 
Die Familie Heine betrieb später im Haus ein Café. 1982 kaufte Rolf Leck das Gebäude und richtete unter dem Namen Sprockhöveler Treff ein Imbissrestaurant ein. Er nahm im Inneren größere Umbauten vor, im Zuge derer auch die alte Küche Davidis’ eliminiert wurde. Unter der Pächterin Nele Sternhagen wird die Gastronomie wieder unter dem Namen Haus Heine betrieben.
Nach der Schließung der Gastronomie wurde das denkmalgeschützte Haus Heine im März 2013 von Daniela Voigt gekauft. Nach größeren Umbaumaßnahmen entstand im ehemaligen Gastronomie-Anbau ein Friseursalon. Im Haupthaus wurde das alte Café samt Biergarten wiederbelebt. Es finden dort in regelmäßigen Abständen Live-Musik-Veranstaltungen statt.